# Rap das Armas
Rap das Armas is een rap van het Braziliaanse duo Cidinho & Doca die in verschillende remixen in 2009 succesvol in Europa werd.
Rap das Armas (vert: Wapenrap) werd in 1993 geschreven door de MC's Juniór & Leonardo. Het gaat over de sociale misstanden in de favela's in Rio de Janeiro. Deze krottenwijken worden vaak omringd door dure wijken. Door de grote inkomensverschillen zijn daar in de loop der jaren veel criminaliteit en drugsbendes ontstaan. In het nummer beklaagt de ik-persoon zich dat de favela's zo onveilig zijn en dat men er geen vooruitzichten op een goede toekomst kan hebben door gebrek aan onderwijs. Om zich te beschermen rusten de bewoners zich uit met wapens, die in de rap opgesomd worden. Hoewel de tekst oproept tot vrede en zich tegen geweld uitspreekt, werd het nummer verboden, omdat het geweld en drugsgebruik juist zou verheerlijken. Men was vooral gevallen over de zin paz, justiça e liberdade (vrede, rechtvaardigheid en vrijheid), wat de lijfspreuk van het Commando Vermelho, een criminele bende in de favela, was. Het nummer werd daarom niet op de radio gedraaid, maar wist desondanks populair te worden in Rio de Janeiro.
Het refrein was vooral aanstekelijk door het geluid van een machinegeweer dat werd nagedaan (parapapapapa). In 1994 schreven Juniór en Leonardo een nieuwe tekst voor het nummer, die meer insprong op het wapengebruik en tegelijkertijd de onmacht van de politie die tegen de criminele organisaties strijdt. Het refrein en het opsommen van wapens bleven in deze versie aanwezig. Voor het inzingen van het refrein vroegen ze de MC's Cidinho en Doca. Gauw daarna namen zij ook een eigen versie zonder Juniór en Leonardo op.
In 2007 kwam het nummer opnieuw in de belangstelling, nadat het werd gebruikt in de film Tropa de Elite van José Padilha. Hierna werd het opgepikt door verschillende Europese dj's die het nummer remixten. Hoewel in de film de versie van Juniór & Leonardo was gebruikt, was het de versie van Cidinho & Doca die geremixt werd. Begin 2008 werd het nummer een grote hit in Portugal. Een tijd daarna volgde het succes ook in andere Europese landen. Begin 2009 kwam een remix van de Nederlandse dj Quintino op de eerste plaats van zowel de Single Top 100 als de Nederlandse Top 40. Hoewel in andere landen het succes van het nummer niet zo groot leek te worden, haalde het nummer in juli ook de eerste plaats in de Zweedse hitparade.
Van het nummer verschenen gauw daarna ook een aantal parodieën en covers. In Nederland waren dit onder andere Paprika van DJ Maurice, Boldheadz en DJ Jan en Parapapa van Feest DJ Marco. In Duitsland, waar de versie van Cidinho & Doca geen hit werd, haalde de Nederlandse zangeres Loona de hitlijst met haar versie Parapapapapa.

## Genoemde wapens en wapentermen inRap das armas
In Rap das armas van Cidinho & Doca komen de volgende termen voor:
- AR-15 (semiautomatisch geweer)
- 12 (gauge)
- Pistool
- Uru (machinepistool)
- Glock
- AK-47
- Machinegeweer
- M16
- .50 (kaliber)
- .30 (kaliber)

In de originele versie van Juniór en Leonardo komen verder voor:
- Intratec (semiautomatisch pistool)
- .45 Colt (patroon)
- FMK (machinepistool)
- Uzi
- Geweer
- Handgranaat
- Hagelgeweer
- Magnum
- Beretta
- Automatisch wapen
- Kam (onderdeel van een vuurwapen)

## Hitnotering
| "Rap Das Armas" in de Nederlandse Top 40 - binnen: 17 januari 2009 | "Rap Das Armas" in de Nederlandse Top 40 - binnen: 17 januari 2009 | "Rap Das Armas" in de Nederlandse Top 40 - binnen: 17 januari 2009 | "Rap Das Armas" in de Nederlandse Top 40 - binnen: 17 januari 2009 | "Rap Das Armas" in de Nederlandse Top 40 - binnen: 17 januari 2009 | "Rap Das Armas" in de Nederlandse Top 40 - binnen: 17 januari 2009 | "Rap Das Armas" in de Nederlandse Top 40 - binnen: 17 januari 2009 | "Rap Das Armas" in de Nederlandse Top 40 - binnen: 17 januari 2009 | "Rap Das Armas" in de Nederlandse Top 40 - binnen: 17 januari 2009 | "Rap Das Armas" in de Nederlandse Top 40 - binnen: 17 januari 2009 | "Rap Das Armas" in de Nederlandse Top 40 - binnen: 17 januari 2009 | "Rap Das Armas" in de Nederlandse Top 40 - binnen: 17 januari 2009 | "Rap Das Armas" in de Nederlandse Top 40 - binnen: 17 januari 2009 | "Rap Das Armas" in de Nederlandse Top 40 - binnen: 17 januari 2009 | "Rap Das Armas" in de Nederlandse Top 40 - binnen: 17 januari 2009 |
| Week                                                               | 1                                                                  | 2                                                                  | 3                                                                  | 4                                                                  | 5                                                                  | 6                                                                  | 7                                                                  | 8                                                                  | 9                                                                  | 10                                                                 | 11                                                                 | 12                                                                 | 13                                                                 |                                                                    |
| ------------------------------------------------------------------ | ------------------------------------------------------------------ | ------------------------------------------------------------------ | ------------------------------------------------------------------ | ------------------------------------------------------------------ | ------------------------------------------------------------------ | ------------------------------------------------------------------ | ------------------------------------------------------------------ | ------------------------------------------------------------------ | ------------------------------------------------------------------ | ------------------------------------------------------------------ | ------------------------------------------------------------------ | ------------------------------------------------------------------ | ------------------------------------------------------------------ | ------------------------------------------------------------------ |
| Nummer                                                             | 33                                                                 | 16                                                                 | 12                                                                 | 2                                                                  | 1                                                                  | 1                                                                  | 3                                                                  | 6                                                                  | 7                                                                  | 19                                                                 | 23                                                                 | 35                                                                 | 40                                                                 | uit                                                                |